# 23 (Album)
23 ist ein Kollaboalbum der deutschen Rapper Bushido und Sido, die im Rahmen dieser Zusammenarbeit auch unter dem Namen 23 auftraten. Das Album erschien am 14. Oktober 2011 und erreichte den dritten Platz der deutschen Album-Charts. In der Schweiz stieg das Album auf dem ersten Platz und in Österreich auf dem dritten Platz ein.

## Hintergrund
Bushido und Sido waren zwischen 2001 und 2004 beide gemeinsam beim Berliner Rap-Label Aggro Berlin unter Vertrag. 2004 verließ Bushido Aggro Berlin infolge von Differenzen mit deren Geschäftsführung und lieferte sich infolgedessen eine medienträchtige Auseinandersetzung mit seinem ehemaligen Arbeitgeber und den dort angestellten Künstlern. Nachdem sich die musikalische Seite dieses Konflikts zunächst hauptsächlich zwischen Bushido und seinem bei Aggro Berlin verbliebenen, ehemaligen Kollaborationspartner Fler abgespielt und sich der „Beef“ mit Sido auf verschiedene mediale Äußerungen beschränkt hatte, veröffentlichten ab 2008 auch diese Parteien mehrere von mitunter tiefen Beleidigungen durchzogene Disstracks, etwa 4, 3, 2, 1 (Vielen Dank Aggro) von Heavy Metal Payback sowie den mit Kay One veröffentlichten Freetrack S.I.D.O. von Seiten Bushidos und das auf Aggro Anti Ansage Nr. 8 veröffentlichte Du bist scheiße sowie den gemeinsam mit Alpa Gun aufgenommenen Freetrack Frohe Weihnachten auf Seiten Sidos. Mit der Auflösung von Aggro Berlin im Frühjahr 2009 kam es zur Versöhnung von Bushido und Fler, welche schlussendlich zum Bruch zwischen Letzterem und Sido führte.
Im Januar 2011 legten schließlich jedoch auch Bushido und Sido, mittlerweile längst zwei der erfolgreichsten Künstler im Bereich des deutschen Hip-Hops, ihren Konflikt bei. Anlass der Versöhnung waren Besserungsglückwünsche, die Sido in seinem zum Jahreswechsel erschienenen Freetrack 2010, in welchem er gemeinsam mit Haftbefehl das zurückliegende Jahr an veröffentlichten Rap-Alben Revue passieren ließ, an Bushido aussprach. Dieser hatte sich zuvor wegen eines Bandscheibenvorfalls operieren lassen und deswegen seine geplante Tournee verschieben müssen. Bushido reagierte auf die Genesungswünsche über Twitter und leitete so den ersten Dialog der beiden Musiker seit Jahren ein.
Zur Idee eines gemeinsamen Albums kam es nach Angaben beider Künstler vor dem Hintergrund, dass man, nachdem Bushido und Sido entschieden hatten ihre private Versöhnung auch musikalisch zu zementieren, keine der beiden Parteien überbevorteilen wollte. Zunächst hätten sie Szenarien angedacht, die einen Gastpart des einen Rappers auf dem nächsten Album des anderen vorgesehen hätten. Nach Auffassung der beiden Künstler hätte ein solcher Titel für den zuerstveröffentlichten Künstler allerdings einen erheblichen Marktvorteil bedeutet. Denn während ihrer gemeinsamen Zeit bei Aggro Berlin war die Zahl der gemeinsamen Titel von Bushido und Sido, einer grundsätzlichen Tendenz der Plattenfirma zu labelinternen Zusammenarbeiten zum Trotz, überschaubar geblieben. Auf Bushidos Debüt-Album Vom Bordstein bis zur Skyline war Sido gemeinsam mit seinem A.i.d.S.-Partner B-Tight auf dem Titel Renn vertreten gewesen, auf den Labelsamplern Aggro Ansage Nr. 1, Aggro Ansage Nr. 2 und Aggro Ansage Nr. 3 steuerte das Trio in dieser Konstellation, im letzten Fall ergänzt durch Fler, den jeweiligen Titeltrack bei. Einen Song, auf welchem nur Sido und Bushido gemeinsam auftraten, hatte es bis dato nicht gegeben.
Zum Zeitpunkt der Entstehung von 23 standen Bushido und Sido als Solo-Künstler bei den konkurrierenden Plattenfirmen Sony Music und Universal Music unter Vertrag. Das Album wurde daher nach Angabe beider Künstler beim meistbietenden Label veröffentlicht. Universal habe dabei eine Erstbieter-Option gehabt, sei aber von Sony überboten worden.

## Entstehung

### Aufnahme & Produktion
Die Aufnahmen für 23 dauerten insgesamt sechs Wochen, wurden jedoch des Öftern durch Terminverpflichtungen beider Künstler unterbrochen. Für die Beats auf 23 zeichneten neben den beiden Künstlern Bushido und Sido selbst auch Beatzarre, Djorkaeff, DJ Desue sowie Paul NZA verantwortlich. Paul NZA steuerte dabei in Zusammenarbeit mit Marek Pompetzki mit Und schon wieder ebenso wie DJ Desue mit Haus aus Gold jeweils einen Titel bei. Bushido, Beatzarre und Djorkaeff waren für die Produktion aller übrigen Titel verantwortlich, wobei für die Titel So mach ich es, Erwachsen sein, Bring mich heim und Kopf Kaputt neben ihnen auch Sido die Produktion übernahm.
Aufgenommen und gemischt wurden die Songs größtenteils im Beatzarre Studio in Berlin von Beatzarre & Djorkaeff. Auf die Verwendung von Samples wurde bei der Produktion vollständig verzichtet. Die Skits des Albums wurden mit Beteiligung von Playboy 51 eingespielt.

### Projekttitel
Nach Angabe beider Künstler entstammt das Album 23 der Tatsache, dass es das zusammengezählt 23. Werk beider Künstler darstellen würde. Bushido habe demnach zuvor 13 und Sido 9 Alben veröffentlicht. Tatsächlich gelangt man auf diese Zahlen allerdings bloß, weil bei der Zählung zwar Bushidos Demo-Alben Demotape und King of Kingz wie auch die Carlo-Cokxxx-Nutten-Serie und Veröffentlichungen von Alles ist die Sekte hinzugezählt wurden, während das von Sido und Harris als Deine Lieblings Rapper veröffentlichte Dein Lieblings Album und von Bushido mit Fler und Kay One aufgenommene Berlins Most Wanted genauso Samplers der Labels Aggro Berlin und ersguterjunge bei der Zählung ignoriert wurden. Gleichzeitig spielten Bushido und Sido bereits im ersten Promotionsvideos zum Album ebenso wie im Musikvideo zu So mach ich es bewusst mit Freimaurer-Symbolik und waren sich deshalb, wie sie in Interviews erklärten, bewusst, mit der Wahl der Zahl 23, welche in der Illuminatmytik eine herausragende Rolle spielt, für entsprechende Aufmerksamkeit zu sorgen. Ursprünglich war, wie beide in Interviews erklärten, angedacht, bloß das gemeinsame Projekt 23, das Album aber 1 zu nennen. Dieser Plan wurde aber wegen potentieller Überschneidungen mit dem 2005 von Kool Savas und Azad veröffentlichten One verworfen.

## Titelliste
| #  | Titel                               | Produzent                                | Länge |
| -- | ----------------------------------- | ---------------------------------------- | ----- |
| 1  | Intro                               |                                          | 0:58  |
| 2  | Mit nem Lächeln                     | Bushido, Beatzarre, Djorkaeff            | 3:24  |
| 3  | Und schon wieder                    | Paul NZA, Marek Pompetzu                 | 3:20  |
| 4  | So mach ich es                      | Bushido, Sido Gold, Beatzarre, Djorkaeff | 3:40  |
| 5  | Willy 1 (Skit)                      |                                          | 1:03  |
| 6  | Engel links, Teufel rechts          | Bushido, Beatzarre, Djorkaeff            | 3:55  |
| 7  | Auch wenn es manchmal regnet        | Bushido, Beatzarre, Djorkaeff            | 3:23  |
| 8  | Erwachsen sein (feat. Peter Maffay) | Bushido, Sido Gold, Beatzarre, Djorkaeff | 4:07  |
| 9  | Bring mich heim (feat. J-Luv)       | Bushido, Sido Gold, Beatzarre, Djorkaeff | 4:11  |
| 10 | Ein Märchen                         | Bushido, Beatzarre, Djorkaeff            | 3:49  |
| 11 | Willy 2 (Skit)                      |                                          | 0:58  |
| 12 | Haus aus Gold                       | DJ Desue                                 | 3:08  |
| 13 | Schattenseiten                      | Bushido, Beatzarre, Djorkaeff            | 3:27  |
| 14 | 23                                  | Paul NZA, Marek Pompetzu                 | 3:19  |
| 15 | Verriegel deine Tür                 | Bushido, Beatzarre, Djorkaeff            | 2:53  |
| 16 | Kopf kaputt                         | Bushido, Sido Gold, Beatzarre, Djorkaeff | 3:14  |
| 17 | Schöne neue Welt (feat. Kay One)    | Bushido, Beatzarre, Djorkaeff            | 3:47  |

| #  | Titel                   | Produzent                                     | Länge |
| -- | ----------------------- | --------------------------------------------- | ----- |
| 18 | Gib nicht auf           | Bushido, Beatzarre, Djorkaeff                 | 3:24  |
| 19 | Crossroad (feat. Ajani) | Bushido, Beatzarre, Djorkaeff, Ajani McDowell | 3:58  |
| 20 | Bonny’s Ranch           | Bushido, Sido Gold, Beatzarre, Djorkaeff      | 3:37  |

| #  | Titel                   | Produzent                               | Länge |
| -- | ----------------------- | --------------------------------------- | ----- |
| 21 | Wenn ich groß bin       | Bushido, Beatzarre, Djorkaeff           | 2:57  |
| 22 | Brille bitte kommen sie | Paul NZA, Marek Pompetzu, Cecil Remmler | 3:48  |
| 23 | Wer bist du denn schon? | Bushido, Beatzarre, Djorkaeff           | 2:41  |

## 2011 Limited Edition Bonustracks 2 CD
1. Intro [Instrumental] 0:58
2. Mit Nem Lächeln [Instrumental] 3:24
3. Und Schon Wieder [Instrumental] 3:20
4. So Mach Ich Es [Instrumental] 3:40
5. Engel Links, Teufel Rechts [Instrumental] 3:55
6. Auch Wenn Es Manchmal Regnet [Instrumental] 3:23
7. Erwachsen Sein [Feat. Peter Maffay] [Instrumental] 4:09
8. Bring Mich Heim [Feat. J-Luv] [Instrumental] 4:13
9. Ein Märchen [Instrumental] 3:49
10. Haus Aus Gold [Instrumental] 3:09
11. Schattenseiten [Instrumental] 3:28
12. 23 [Instrumental] 3:20
13. Verriegel Deine Tür [Instrumental] 2:53
14. Kopf Kaputt [Instrumental] 3:14
15. Schöne Neue Welt [Feat. Kay One] [Instrumental] 3:45
16. Gib Nicht Auf [Instrumental] 3:25
17. Crossroad [Feat. Ajani] [Instrumental] 3:59
18. Bonny's Ranch [Instrumental] 3:38
19. Wenn Ich Gross Bin [Instrumental] 2:57
20. Brille Bitte Kommen Sie [Instrumental] 3:49
21. Wer Bist Du Denn Schon? [Instrumental] 2:42

## 2011 Limited Edition Bonustracks DVD
1. Dokumentation 58:33
2. Interview 54:00
3. Outtakes 18:37

## Gastbeiträge
Auf dem Kollabo-Album befinden sich neben den beiden Hauptkünstlern auch Gastbeiträge von Peter Maffay, Bushidos damaligem Labelkollegen Kay One, den R&B-Sänger J-Luv aus Frankfurt am Main und Ajani McDowell, dem Live-Keyboarder von Bushido.

## Versionen
23 erschien in drei verschiedenen Editionen (Standard, Premium und Deluxe), welche sich vor allem in der Menge der enthaltenen Titel sowie einer der Deluxe-Version beigelegten DVD unterschieden.

## Illustration
Das Cover der Standard- und der Premium-Edition wird von einer aus jeweils anderem Blickwinkel abgelichteten Eule geziert. Die Deluxe zeigt bloß um ein Stück Holz geschlungene Kralle einer Eule. Alle drei Illustrationen werden von einem goldenen Rahmen, ähnlich jenem, der bereits auf Sidos vorherigem Studioalbum Aggro Berlin verwendet wurde, angeschlossen.

## Vermarktung

### Singles & Videos
Ein unter der Regie des ehemaligen Aggro Berlin-Mitbesitzers Specter in Kiew entstandenes Musikvideo So mach ich es wurde in Kiew am 30. September 2011 veröffentlicht und der Titel am 21. Oktober als erste Single des Albums ausgekoppelt. Ursprünglich sollte das Video auf der Website Bild.de seine Exklusivpremiere feiern, diese wurde jedoch wegen expliziter Szenen des Videos kurzfristig abgesagt. Auch von YouTube wurde das Video wenig später als nicht jugendfrei eingestuft.
Am 25. November erschien als Download die zweite Singleauskopplung aus dem Kollaboalbum – Erwachsen sein. Die Single hierzu erschien am 9. Dezember im Handel. Dieser Song wurde von Bushido und Sido zusammen mit Peter Maffay aufgenommen. Der Videoclip hierzu wurde bereits am 10. November veröffentlicht.

### TV- und Printmedien
Die Versöhnung der beiden Rapper wurde von der Bild-Zeitung medial begleitet und zur Veröffentlichung von 23 zierten Sido und Bushido das Cover der 139. Ausgabe des Juice-Magazins.
Auch im Fernsehen wurde das Album beworben. Am 17. Oktober traten Bushido und Sido gemeinsam bei TV total auf. Am 24. November 2011 waren Bushido und Sido zusammen mit dem Feature-Gast ihrer zweiten Single-Veröffentlichung Peter Maffay in der ZDF-Talkshow Markus Lanz zu Gast. Die Sendung erhielt erhöhte mediale Aufmerksamkeit, nachdem Bushido, welcher einige Wochen zuvor den Bambi für gelungene Integration verliehen bekommen hatte, und Sido vehement mit dem Moderator Markus Lanz und der ebenfalls als Gast vertretenen Kabarettistin Gabi Decker aneinandergerieten. Gegenstand des Disputs waren die Verantwortung der beiden Rapper für den Text und Inhalt ihres jüngst veröffentlichten Musikvideos So mach ich es sowie diverser Frühwerke beider Künstler. Nachdem die Sendung bei ihrer Ausstrahlung gekürzt wurde, warf Bushido dem ZDF Zensur vor. In der darauffolgenden Woche kündigte Maffay Bushido und Sido die Zusammenarbeit auf. Ein gemeinsamer Auftritt des Trios zur Bewerbung der Single Erwachsen sein bei Schlag den Raab wurde deshalb abgesagt.

## Rezeption

### Chartplatzierungen
In Deutschland erreichte das Album am 24. Oktober 2011 den dritten Platz. In der Schweiz stieg das Album auf den ersten Platz und in Österreich auf den dritten Platz. In Deutschland und Österreich erreichte das Album Goldstatus.
| ChartsChartplatzierungen | Höchstplatzierung | Wochen |
| ------------------------ | ----------------- | ------ |
| Deutschland (GfK)        | 3 (16 Wo.)        | 16     |
| Österreich (Ö3)          | 3 (16 Wo.)        | 16     |
| Schweiz (IFPI)           | 1 (12 Wo.)        | 12     |

| ChartsJahrescharts (2011) | Platzierung |
| ------------------------- | ----------- |
| Deutschland (GfK)         | 40          |
| Österreich (Ö3)           | 44          |
| Schweiz (IFPI)            | 78          |

### Auszeichnungen für Musikverkäufe
Am 9. August 2012 wurde 23 zudem sowohl in Deutschland als auch in Österreich mit einer Goldenen Schallplatte für über 100.000 bzw. 10.000 verkaufte Exemplare ausgezeichnet.

| Land/Region        | Auszeichnungen für Musikverkäufe (Land/Region, Auszeichnung, Verkäufe) | Verkäufe |
| ------------------ | ---------------------------------------------------------------------- | -------- |
| Deutschland (BVMI) | Gold                                                                   | 100.000  |
| Österreich (IFPI)  | Gold                                                                   | 10.000   |
| Insgesamt          | 2× Gold ·                                                              | 110.000  |

### Preise
Das Musikvideo der Album-Single So mach ich es wurde 2012 mit einem Echo in der Kategorie Bestes Video (National) ausgezeichnet. Das Album 23 war außerdem in der Kategorie Künstler/Künstlerin/Gruppe Hip Hop/Urban nominiert gewesen, musste sich dort allerdings Caspers XOXO geschlagen geben.

### Kritik

#### Bewertung der Musikmedien
| Professionelle Bewertungen | Professionelle Bewertungen |
| Kritiken                   | Kritiken                   |
| Quelle                     | Bewertung                  |
| -------------------------- | -------------------------- |
| Laut                       | [ 20 ]                     |
| Rap.de                     | [ 21 ]                     |
| The Gap                    | [ 22 ]                     |
| rappers.in                 | [ 23 ]                     |
| hiphop-jam.net             | [ 24 ]                     |

In den Musikmedien wurde 23 insgesamt mit mittelmäßigen Kritiken bedacht. Für die Website rap.de bewertete Oliver Marquart 23 mit 6 von 10 Sternen. Das Album wird dabei als „interessante Musik“ auf einem „Spätwerk“ zweier verdienter Rapper eingeordnet, welches aber keine neuen Impulse mehr setzen könne. Innerhalb der meist als solide eingestuften Titel werden dabei insbesondere Engel links, Teufel rechts und Kopf kaputt als die Highlights des Albums ausgemacht. Auch Ein Märchen, Verriegel deine Tür und Kay Ones Beitrag auf Schöne neue Welt fanden positive Erwähnung. Kritischer beäugt wird hingegen die Häufigkeit der Titel, welche sich mit der Versöhnung der beiden Hauptakteure des Albums auseinandersetzen, der „Für-die-ganze-Familie“-Gastbeitrag Peter Maffays sowie die Album-Skits.
Dani Fromm von der E-Zine Laut.de bewertete 23 mit drei von fünf möglichen Punkten. Obwohl Gefallen an der Single So mach ich es sowie Haus aus Gold, dem Titeltrack 23 und Kopf kaputt gefunden wird, fällt Fromms Urteil über das Album insgesamt durchwachsen aus. Besonders negativ werden neben Gastbeiträge von Peter Maffay und J-Luv sowie die zugehörigen Titel Erwachsen sein und Bring mich heim sowie der Song Auch wenn es manchmal regnet bewertet. Diese Titel bleiben auch von Kritik an der sonst insgesamt überwiegend positiv bewerteten Produktion nicht verschont.
Die Webpräsenz der österreichischen Zeitschrift The Gap bescheinigte 23 viel „verschenktes Potential“. Das Album zog dabei einen bereits im Vorfeld der Albumveröffentlichung von einigen Seiten vorgebrachten Vergleich zum Album Watch the Throne der amerikanischen Rapper Kanye West und Jay-Z, resumierte jedoch, dass diese beiden „zu diesem Kitsch nicht mal die Augenbrauen heben“ würden. Insbesondere fehle es dem Album abseits der für „gut“ befundenen Single So mach ich es an „funktionierende[n] Konzepten“.

#### Bewertung von Nachrichtenmagazinen
| Professionelle Bewertungen | Professionelle Bewertungen |
| Kritiken                   | Kritiken                   |
| Quelle                     | Bewertung                  |
| -------------------------- | -------------------------- |
| Focus                      | [ 25 ]                     |

In nicht den Musikmedien zugehörigen Nachrichtenmagazinen wurde 23 insgesamt negativer bewertet. Der Focus, welcher 23 mit 4 von 10 Sternen bewertet, bezeichnet das Werk als „lieb- und detaillos hingerotztes Stück Stangenware“ und hebt das Cover als größtes Highlight des Albums hervor.
Auch der Stern kritisierte insbesondere die mangelnde Innovativität des Albums und wies überdies beim einzigen seiner Ansicht nach herausstechenden Titel Erwachsen sein auf erhebliche Parallelen zur Konzeption von Bushidos gemeinsam mit Karel Gott aufgenommenen Hit Für immer jung hin.
Für Die Zeit wurde das Album vom Journalist und ehemaligen Royal-Bunker-Chef Marcus Staiger rezensiert. Dieser bemängelte die fehlende Schärfe des Albums, befand das Projekt zwar mitunter „unterhaltsam“, betonte, aber gleichzeitig, dass „neu und spritzig […] anders“ ginge.